# Евпория (спътник)
Вижте пояснителната страница за други значения на Евпория.
Евпория е естествен спътник на Юпитер. Открит е от екипа от астрономи Скот Шепърд, Дейвид Джуит и Ян Клайн на 11 декември 2001 г. Първоначалното означение на спътника е S/2001 J 10. Спътникът носи името на фигурата от древногръцката митология Евпория.
Евпория е малко по размери тяло с диаметър от 2 km и се намира на ретроградна орбита около Юпитер. Принадлежи към групата на Ананке.